# Національний ліс (Англія)
«Національний ліс» — екологічний проект в центральній Англії, який здійснює Національна лісова компанія. З 1990-х років 200 квадратних миль (520 км2) на півночі Лестерширу, півдні Дербіширу та південному сході Стаффордширу залишки древніх лісів Чарнвуду (частина Лестерширу на сході) та Нідвуду (у Стаффордширі на заході) були з'єднані між собою нові посадками лісу, дерев в містах і селах та висадкою дерев у лісових громадах для створення нового національного лісу. Він простягається від західної околиці Лестера на сході до міста Бертон-апон-Трент на заході.
У січні 2018 року уряд Великої Британії оприлюднив плани створення нового англійського Північного лісу що простягається від Ліверпуля до Халла. Це затінить шлях автостради М62 зі сходу на захід.

## Національна лісова компанія

Розташування національного лісу.

Національна лісова компанія — це неприбуткова організація, що створена у квітні 1995 року як компанія, обмежена гарантіями . За підтримки Департаменту навколишнього середовища, продовольства та сільських справ (DEFRA) з метою перетворення третини земель Національного лісу (52 миля2, 33 000 акрів) в ліс. Створює умови для заохочення землевласників змінити землекористування, і він сподівається збільшити кількість робочих місць, пов'язаних з туризмом та лісовим господарством у цьому районі.

## Посадка
Посаджено близько 8,5 мільйонів дерев, що збільшило покрив лісу з 6 % до 20 %.
Приблизно 85 % посаджених дерев є рідними широколистями видами. Деякі з найпоширеніших видів: дуб звичаний, ясен, тополя, сосна корсиканська та сосна звичайна.
Трансформація ландшафту починає діяти, оскільки перші крихітні саджанці, висаджені на початку 1990-х, виростають у величні дерева.

## Пам'ятки

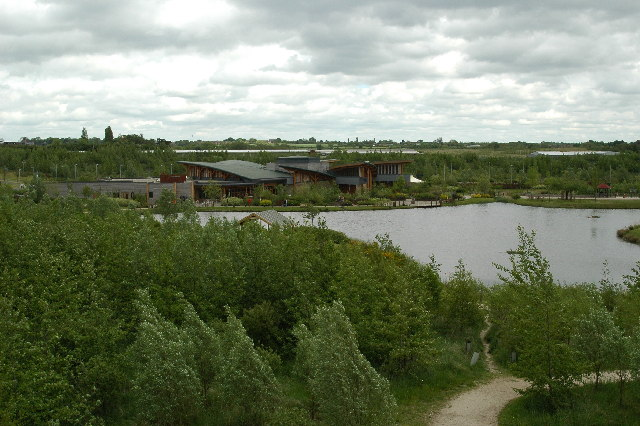
Центр відкриттів Conkers у місті Мойра, у центрі Національного лісу

У центрі Національного лісу знаходиться Конкерс, центр для відвідувачів, розташований неподалік села Мойра, Лестершир . Також у Рослістоні є центр для відвідувачів з прогулянками на дикій природі та дитячими майданчиками.
Серед інших визначних пам'яток: міста Ашбі-де-ла-Зоуч, Бертон-апон-Трент, Сводлінкоут і Коулвілл розташовані у лісовій зоні.

## Див/ також
- Лісовідновлення
- Шервудський ліс